# Enlinia escambraica
Enlinia escambraica är en tvåvingeart som beskrevs av Lazar Botosaneanu och Vaillant 1973. Enlinia escambraica ingår i släktet Enlinia och familjen styltflugor.
Artens utbredningsområde är Kuba. Inga underarter finns listade i Catalogue of Life.